# Verzorgingsplaats Zwartehof
Verzorgingsplaats Zwartehof is een voormalige verzorgingsplaats langs de A2 Maastricht-Amsterdam tussen knooppunt Empel en afrit 19, nabij Kerkdriel, gemeente Maasdriel.
Als gevolg van de wegwerkzaamheden ten behoeve van de verbreding van de A2 bij 's-Hertogenbosch is deze verzorgingsplaats in mei 2008 gesloten.
A1: De Haar · Elsenerveld · Friezenberg · Jool-Hul  
A2: Proostwetering · De Rooijen · Zwartehof · Heezerhut · Aalsterhut  
A4: Leiburg · Oostvliet  
A6: De Monnik  
A9: Amstelveen · Hammerstein  
A12: Mollebos · De Heul · De Roode Haan  
A15: Zeekade · Kraaienbos · De Laar · Topsweerd · Groenendijk  
A16: Krabbenbosschen · Mastbos  
A17: Kapelberg  
A20: Aalkeet  
A27: Bosberg  
A28: Holkerveen · Nunspeet-Noord · Nunspeet-Zuid  
A50: Meilanden · Kabeljauw  
A58: Krabbenbosschen · Mastbos · Sloedam  
A59: Tollenaer · 't Vaerland  
A67: De Gender · De Blauwe Klei  
A79: Keelbos · Ravensbos  
A326: Rolenhof